# Vicki Brown
Vicki Brown właśc. Victoria Mary Haseman (ur. 23 sierpnia 1940 w Liverpoolu, zm. 16 czerwca 1991) – brytyjska wokalistka, znana głównie ze współpracy z innymi artystami jako chórzystka. Śpiewała m.in. na płytach takich wykonawców, jak George Harrison, Jon Lord, Bryan Ferry, Robert Palmer, Eric Burdon, Elton John i David Gilmour.

## Życiorys
Vicki Brown debiutowała w pierwszej połowie lat 60. w zespole wokalnym Vernon's Girls. Następnie występowała we własnym zespole Breakaways, towarzyszącym w nagraniach innym artystom. W latach 70. opublikowała kilka nagrań solowych, m.in. z siostrą, Mary Partington, pod pseudonimem Seashells (1970) oraz ze Stephanie De-Sykes pod pseudonimem Tree People (1973). W tym czasie współpracowała także z muzykami z Włoch, zaśpiewała również w nowej wersji rock-opery Tommy The Who. W 1977 r. w Anglii ukazał się jej debiutancki album From The Inside, który przyniósł jej dużą popularność w Europie, szczególnie w Holandii. Następnych nagrań solowych dokonała jednak dopiero dziesięć lat później. Do 1991 r. nagrała trzy kolejne płyty długogrające. Pośmiertnie ukazało się kilka wydawnictw podsumowujących jej karierę.
Kilkakrotnie współpracowała z Jonem Lordem z Deep Purple. Śpiewała na jego płycie Before I Forget z 1982 r., a niedługo potem wykonywała kilka utworów na ścieżce dźwiękowej do filmu Vivre pour survivre jego autorstwa. W 1986 r. przygotowała także piosenkę do filmu Shanghai Suprise.
Jej mężem był znany w latach 60. muzyk angielski Joe Brown, z którym miała dwójkę dzieci, syna Petera i córkę Sam Brown, także wokalistkę, autorkę przeboju „Stop!” z 1988 r.

## Dyskografia

### Zespołowa
- 1970 Seashells - Maybe I Know (SP)
- 1973 Tree People - It Happened On A Sunday Morning (SP)

### Solo
- 1977 From The Inside
- 1987 Vicki Brown
- 1989 Lady of Time
- 1990 About Love And Life

### Gościnnie
- 1982 Before I Forget (Jon Lord)
- 1984 About Face (David Gilmour)